# Canibus
Germaine Williams (művésznevén Canibus; született: 1974. december 9-én a jamaicai Kingstonban), amerikai rapper. Híres a bonyolult rímeiről, valamint a rap csatájáról Eminemmel és LL Cool J-vel. 2000-ben szerepelt Spike Lee Afro-tv című szatirikus filmdrámájában.

## Életrajz
Miután a szülei, Basil (krikettjátékos) és Elaine Williams elváltak, Germaine az öccsével édesanyjánál maradt. Az anyja munkája miatt (egy lakótelepi vállalatnál dolgozott) sokat kellett költöznie, élt New Yorkban, Washingtonban, Miamiben, az Egyesült királyságokban, Floridában, Buffalóban, Atlantában, Georgiában és New Jerseyben. Tizenhárom évesen az Amerikai Egyesült Államokba költöztek. Az első új otthona Bronx volt, amit nehezen szokott meg, mivel akkoriban a futball volt a hobbija. Játszott egy csapatban és bajnokságokra is ment néha, azonban a foci nem volt túl népszerű sport az iskolájában, helyette inkább kosaraztak vagy amerikai fociztak, így Canibus nem igazán tudott megtanulni játszani. Később megismerkedett a hiphop kultúrával, és elkezdett beatbox-szal és breaktánccal foglalkozni, ekkor lett nagy rajongója a híres Rock Steady Crew-nak. Már kezdte megszokni a bronxi életet, amikor továbbköltöztek Washington, D.C.-be. A folyamatos költözködés miatt nem nagyon tudott barátokat szerezni. Germaine 1992-ben végezte el a középiskolát és az AT&T-hez ment dolgozni egy évig, majd az amerikai igazságügyi minisztériumnál dolgozott adatelemzőként. Ebben az időben kezdte el érdekelni az Internet. Mivel egyre többet foglalkozott számítógépekkel, három évig számítástechnika szakra járt a DeKalb Közösségi Főiskolán (most Georgia Kerületi Főiskola) Atlantában. Germaine-t mindig érdekelte a genetikai elemzés, ezért a főiskolán radiológiát is tanult.

## Zenei karrierje

### Karrierje kezdete (1995–1997)
A 90'-es évek közepén kezdett el rímeket írni, majd 1995-ben megalapította a T.H.E.M.-et (The Heralds of Extreme Metaphors) Webb atlantai rapperrel (mai nevén C.I., más néven Central Intelligence). 1996-ban a T.H.E.M. feloszlik és Canibus Charles Suitt üzletemberrel áll össze. 1997-ben Canibust egyre többen tisztelik a hiphop világában, miután számos előadó albumán jelent meg vendégszereplőként, pl.: The Lost Boyz, Common, Wyclef Jean, Kurupt, Ras Kass, Heltah Skeltah és The Firm.

## Diszkográfia

### stúdióalbumai
- 1998: Can-I-Bus
- 2000: 2000 B.C.
- 2001: "C" True Hollywood Stories
- 2002: Mic Club: The Curriculum
- 2003: Rip the Jacker
- 2005: Mind Control
- 2005: Hip-Hop for $ale
- 2007: For Whom the Beat Tolls
- 2010: Melatonin Magik

### Együttműködései
- 2003: The Four Horsemen – The Horsemen Project
- 2005: Cloak N Dagga – Def Con Zero
- 2009: The Undergods EP (Keith Murray-el)
- 2009: The Paranoid Chillin EP (Presto-val, Sick Since-szel & Prince EA-vel)

### Mixtape-ei
- 2003: My Name Is Nobody
- 2003: The Brainstream
- 2004: The Vitruvian Man
- 2005: Mic Club Master Vol. 1

## Filmszerepei
- 2000: Afro-tv (Mau Mau: Mo Blak)
- 2004: Beef 2 (saját maga)